# Belgica (género)
Belgica es un mosquito no volador de la familia Chironomidae. El género contiene dos especies:
- Belgica albipes (Séguy, 1965),[2] encontrado en las islas Crozet.
- Belgica antarctica (Jacobs, 1900),[1] encontrado en la Antártida marítima.